# Iretama
Iretama is een gemeente in de Braziliaanse deelstaat Paraná. De gemeente telt 11.510 inwoners (schatting 2009).

## Aangrenzende gemeenten
De gemeente grenst aan Barbosa Ferraz, Godoy Moreira, Jardim Alegre, Luiziana, Nova Tebas en Roncador.

## Verkeer en vervoer
De plaats ligt aan de wegen BR-487 en PR-462.